# 1870 у літературі

## Народилися
- Абдуррагім Ахвердов
- Ада Негрі
- Александру Богдан-Пітешть
- Амадо Нерво
- Артур Ґурський
- Бачинський Юліан Олександрович
- Бунін Іван Олексійович
- Варандян Мікаел Артемович
- Волошиновський Йоахим Августович
- Гедройць Віра Гнатівна
- Генрик Гальбан
- Генрієтта Бельгійська
- Герасимович Володимир Деонізійович
- Гілер Беллок
- Джапарідзе Сергій Давидович
- Дністрянський Станіслав Северинович
- Еміль Мозеллі
- Ернст Барлах
- Єнджей Морачевський
- Заячківський Микола Остафійович
- Каневцев Олександр Олександрович
- Карліс Сталте
- Кіпен Олександр Абрамович
- Колтоновська Олена Олександрівна
- Комарова-Сидоренко Маргарита Михайлівна
- Копач Іван Симонович
- Купрін Олександр Іванович
- Левицька Зінаїда
- Левицький Євген Йосипович
- Лі Джунйон
- Лорд Альфред Дуґлас
- Лотоцький Олександр Гнатович
- Луціан Ридель
- Наріманов Наріман Кербалаї Наджаф-огли
- Нікодемс Ранцанс
- Олександр Беркман
- Осипович Наум Маркович
- Охримович Володимир Юліанович
- Пархоменко Іван Кирилович
- Пауль фон Леттов-Форбек
- П'єр Луї
- Потрєсов Сергій Вікторович
- Преображенський Антонін Вікторович
- Різниченко Володимир Васильович
- Сакі (письменник)
- Скворцов-Степанов Іван Іванович
- Станіслав Стемповський
- Сулейман Назіф
- Фрадкін Бенціон Вульфович
- Хнкоян Атабек Ованесович
- Шмідт Аксель
- Щеколдін Федір Іванович
- Яблоновський Олександр Олександрович
- Ян Карник

## Померли
- Александр Дюма (батько)
- Амалія Саксонська (1794—1870)
- Аркадій (Фьодоров)
- Вільям Ґілмор Сіммс
- Герцен Олександр Іванович
- Густаво Адольфо Беккер
- Джульєтт Аугуста Магілл Кінзі
- Жуль де Гонкур
- Зенон-Леонард Фіш
- Йосип Герцберг
- Кулик Василь Степанович
- Кушелєв-Безбородько Григорій Олександрович
- Ловро Томан
- Лотреамон
- Манчаари
- Метлинський Амвросій Лук'янович — український поет-романтик, перекладач, етнограф. Закінчив життя самогубством.
- Мокрицький Аполлон Миколайович
- Осмунд Улофсен Віньє
- Педро Фігередо
- П'єр Жанне (бібліограф)
- Проспер Меріме
- Тереза Альбертіна Луїза Робінсон
- Уміхана Чувідіна
- Федорович Іван Андрійович
- Чарлз Дікенс
- Шухевич Осип
- Ян Паларик